# Arosa SC
Arosa SC is een Spaanse voetbalclub uit Vilagarcía de Arousa die uitkomt in de Segunda División RFEF. De club werd in 1945 opgericht en speelt haar thuiswedstrijden in A Lomba.